# أحمد الشيباني (كاتب)
أحمد الشيباني (1923 - 1996 م)، هو كاتب ومفكر سوري، من مواليد سورية عام 1923. عاش في لبنان، ثم غادرها بعد نشوب الحرب الأهلية، وأقام بالسعودية التي تعود إليها أصول أجداده، حيث مارس الكتابة في صحفها ومجلاتها مثيرًا قضايا فكرية مهمَّة، وحصل على الجنسية السعودية. وكتب مدَّة باسم مستعار هو «ذيبان الشمَّري» إلى جانب كتابته باسمه الحقيقي، وترك العديد من الترجمات للفكر الغربي استفاد منها أجيالٌ من المثقفين.

## كتبه
من أهم كتبه المترجمة:
- نقد العقل المجرَّد
- نقد العقل المعملي
- تدهور الحضارة الغربية
- قصة الفلسفة
- آخر أيام سقراط
- تاريخ الفكر الأوربي الحديث
- الحضارة والتاريخ
- دراسات في العقائد: الرأسمالية، الاشتراكية، الشيوعية، الصهيونية
- حصاد حِقبة من تاريخ

### كتب عنه
(أحمد الشيباني أو ذيبان الشمَّري: سيرته، فلسفته، معاركه) تأليف محمد بن عبد الله السيف، صدر عن دار جداول (2024).